# Галия
Галия (др.-греч. Ἁλία) — персонаж древнегреческой мифологии с Родоса, сестра тельхинов, дочь богини моря Талассы, жена Посейдона.
У неё 6 сыновей и дочь Рода (Родос). Сыновья Посейдона отличались дерзостью, у них встретила враждебный приём Афродита. Богиня наслала на них безумие, и они изнасиловали свою мать. Узнав об этом, Посейдон упрятал сыновей под землю, они зовутся «восточными демонами». Галия бросилась в море, и её стали называть Левкофеей.